# Project Nobska
Project Nobska là một chương trình nghiên cứu tác chiến chống ngầm của Hải quân Mỹ thực hiện vào mùa hè năm 1956, dưới sự chỉ đạo của Chủ nhiệm tác chiến Hải quân Hoa Kỳ Đô đốc Arleigh Burke. Chương trình này cũng hay được gọi dưới cái tên Nobska Study, được đặt theo địa danh mũi Nobska gần Học viện nghiên cứu hải dương tại mũi Nobska, gần Viện hải dương học Woods Hole, Cape Cod, Massachusetts. Chương trình nghiên cứu tập trung vào phát triển các biện pháp tác chiến chống ngầm, bao gồm tàu ngầm nguyên tử. Chương trình nghiên cứu này có sự tham gia của 73 công ty chuyên thiết kế tàu ngầm, sản xuất vũ khí, bao gồm các nhà khoa học từ phòng thí nghiệm vũ khí hạt nhân thuộc Ủy ban Năng lượng nguyên tử Hoa Kỳ. Trong số các nhà khoa học tham gia dự án có những nhà khoa học nổi tiếng từng đoạt giải Nobel bao gồm Isidor Rabi, Paul Nitze, và Edward Teller. Kết quả của chương trình nghiên cứu là Hải quân Mỹ đã nâng cấp thiết kế tàu ngầm hạt nhân, cũng như cải tiến vũ khí hạt nhân chống ngầm, cho đến khi loại vũ khí này bị loại khỏi trang bị những năm 1980. Chương trình phát triển ngư lôi hạng nhẹ (Mark 46) và ngư lôi hạng nặng  Mark-48 cũng được chấp nhận triển khai. Dự án Nobska cũng cân nhắc đến việc phát triển tên lửa đạn đạo phóng từ tàu ngầm (SLBM) Polaris. Trong vòng 5 năm sau đó, Polaris đã trở thành vũ khí răn đe hạt nhân chủ yếu của Hải quân Mỹ.

## Bối cảnh
Tàu ngầm hạt nhân đầu tiên của Hải quân Mỹ, USS Nautilus (SSN-571), đi vào hoạt động từ năm 1955. Qua cuộc diễn tập đầu tiên của nó, Hải quân Mỹ đã nhận thấy việc phát hiện và tấn công tàu ngầm năng lượng hạt nhân khó khăn hơn so với các loại tàu ngầm thông thường do tàu ngầm chạy bằng năng lượng hạt nhân có khả năng duy trì tốc độ cao ngay cả ở độ sâu lớn. Trong vòng vài năm sau đó, nhiều cuộc diễn tập khác đã chỉ ra rằng các tàu ngầm tấn công năng lượng hạt nhân của quân ta khó có thể phát hiện và theo dõi các tàu ngầm tấn công năng lượng hạt nhân của đối phương. Các tàu ngầm tấn công năng lượng hạt nhân dự kiến sẽ ngày càng trở nên nhanh hơn, và có thiết kế thân vỏ giọt nước, tương tự như tàu ngầm USS Albacore (AGSS-569).
Theo dự đoán của các chuyên gia, Liên Xô sẽ xây dựng được hạm đội tàu ngầm tấn công chạy bằng năng lượng hạt nhân trong vòng vài năm, dựa trên việc Liên Xô cũng có khả năng chế tạo được bom nguyên tử, bom nhiệt hạch và các tàu ngầm tiên tiến chỉ vài năm sau khi các nước phương Tây sở hữu chúng. Hải quân Liên Xô đã triển khai chiếc tàu ngầm năng lượng hạt nhân đầu tiên của mình chỉ sau 3 năm so với Hải quân Mỹ.
Nhiều công nghệ và vũ khí chống ngầm đã được phát triển, như sonar, SOSUS, ASROC, ngư lôi hạt nhân Mark 45, và hệ thống "Stinger" (sau này là SUBROC). Chương trình nghiên cưus được tiến hành từ ngày 18/6 đến ngày 15 tháng 9 năm 1956, với biên bản cuối cùng được đưa ra ngày 1/12/1956.

## Các phát hiện then chốt
Bản báo cáo cuối cùng đã đưa ra cách các nhà hải dương học giải quyết vấn đề chống ngầm, theo đó chỉ ra rằng các căn cứ tàu ngầm Liên Xô đều có vùng biển nông khá rộng trước khi đến vùng biển sâu, nơi tác chiến của tàu ngầm, và khuyến cáo triển khai các sonar thụ động cũng như chủ động có khả năng cải thiện khả năng chống ngầm. Ngư lôi hạt nhân Mark 45 nằm trong số những vũ khí được khuyến nghị phát triển thêm, cũng như hệ thống "Stinger" (sau này là SUBROC). Ngư lôi hạt nhân Mark 45 là loại vũ khí hạt nhân chiến thuật đầu tiên của tàu ngầm Hải quân Mỹ, nó được đưa vào trang bị vào năm 1959. SUBROC là một loại tên lửa đạn đạo tầm ngắn mang theo bom chìm; được đưa vào triển khai năm 1965. ASROC không được đưa vào danh sách các vũ khí được khuyến nghị của Nobska; tuy nhiên, nó đã trở thành vũ khí chống ngầm chính trên các hạm đội tàu nổi của Hải quân Mỹ.
Mặc dù các tài liệu tham khảo không đưa ra các liên kết trực tiếp, nhưng việc thiết kế lại các tàu ngầm tấn công nhanh của Hải quân Mỹ với thân vỏ có thiết diện dạng giọt nước từ lớp tàu ngầm Skipjack và Thresher được cho là do chương trình Nobska. Thiết kế này giúp cho phép đặt sonar dạng hình cầu cỡ lớn ở mũi tàu ngầm. Dạng cầu cho phép sonar có khả năng phát hiện ở cự ly xa hơn theo ba chiều. Để tạo ra không gian cho khối cầu sonar, các ống phóng ngư lôi đã được bố trí lại và lắp ở phần giữa tầu ngầm, với góc phóng đặt nghiêng ra bên ngoài. Tàu ngầm đầu tiên được thiết kế kiểu này là chiến Tullibee năm 1961, ngay sau đó là chiếc Thresher. Thiết kế này đã được áp dụng trên tất cả các mẫu tàu ngầm tấn công sau này của Hải quân Mỹ.
Việc thiết kế thế hệ ngư lôi tiếp theo cũng được đưa ra trong hội nghị Nobska. Ngay sau hội nghị Nobska, chương trình REsearch TORpedo Configuration (RETORC) đã được tiến hành. RETORC I là mẫu thiết kế ngư lôi hạng nhẹ, với kết quả là sự ra đời của ngư lôi Mark 46, đi vào trang bị vào năm 1963. Trong khi chương trình thiết kế ngư lôi hạng nặng, RETORC II, đã đi đến kết quả là ngư lôi Mark 48, đi vào trang bị vào năm 1971. Với các tính năng tiên tiến, các ngư lôi Mark 46 và Mark 48 hiện vẫn là tiêu chuẩn của ngư lôi sử dụng trong Hải quân Hoa Kỳ hiện nay.

### Chương trìnhtên lửa đạn đạo phóng từ tàu ngầm Polaris
Nhờ có chương trình nghiên cứu Nobska, chương trình tên lửa đạn đạo phóng từ tàu ngầm Polaris đã được chấp nhận. Trong chuyên đề thu nhỏ đầu đạn hạt nhân để sử dụng trên ngư lôi Mark 45, nhà vật lý Edward Teller của Phòng thí nghiệm quốc gia Lawrence Livermore đã đưa ra tính khả thi của việc phát triển một đầu đạn hạt nhân có đương lượng nổ 1 Megaton để lắp lên tên lửa Polaris. Nhà vật lý J. Carson Mark của Los Alamos National Laboratory, ban đầu cho rằng việc phát triển đầu đạn này không khả thi. Tuy nhiên, Tiến sĩ Mark sau đó cho rằng có khả năng phát triển đầu đạn có kích thước đủ nhỏ có đương lượng nổ 0,5 megaton. Đương lượng nổ này gấp 30 lần đương lượng nổ của bom nguyên tử đã từng thả xuống Hiroshima, và là mức mà Đô đốc Burke cảm thấy phù hợp, và ngay sau đó các nỗ lực phát triển tên lửa chiến thuật của Hải quân Mỹ đã chuyển từ tên lửa đạn đạo Jupiter sang Polaris vào cuối năm.
Chương trình Nobska cũng đưa ra khuyến nghị không sản xuất và triển khai số lượng lớn các tàu tấn công nhanh hạt nhân có lượng dãn nước 500 tấn cũng như các tàu hộ tống khu trục hạt nhân. Một đội tàu ngầm sử dụng pin nhiên liệu, với khả năng cung cấp nhiệt từ lò phản ứng cũng được tính đến. Tuy nhiên cả tàu ngầm tấn công nhanh và DEN đều hoạt động dựa trên các lò phản ứng có tỉ lệ lực đẩy/khối lượng của động cơ lớn được phát triển từ chương trình phát triển động cơ hạt nhân cho máy bay; tuy nhiên các lò phản ứng này đã không bao giờ được đưa vào hoạt động. Công nghệ pin nhiên liệu do đó cũng không được phát triển và ứng dụng thực tế vào thời điểm đó. Thiết kế của DEN được giới thiệu vào năm 1958, cùng với các loại tên lửa dẫn đường bao gồm RIM-24 Tartar. Tuy nhiên, người ta đã quyết định giới hạn chỉ đưa vào trang bị tàu khu trục mang tên lửa chạy bằng năng lượng hạt nhân (DLGN) (Sau năm 1975 được thiết kế lại thành tàu tuần dương mang tên lửa dẫn đường chạy bằng năng lượng hạt nhân (CGN)).